# Stromausfall im Juli 2019 in der Upper West Side von Manhattan

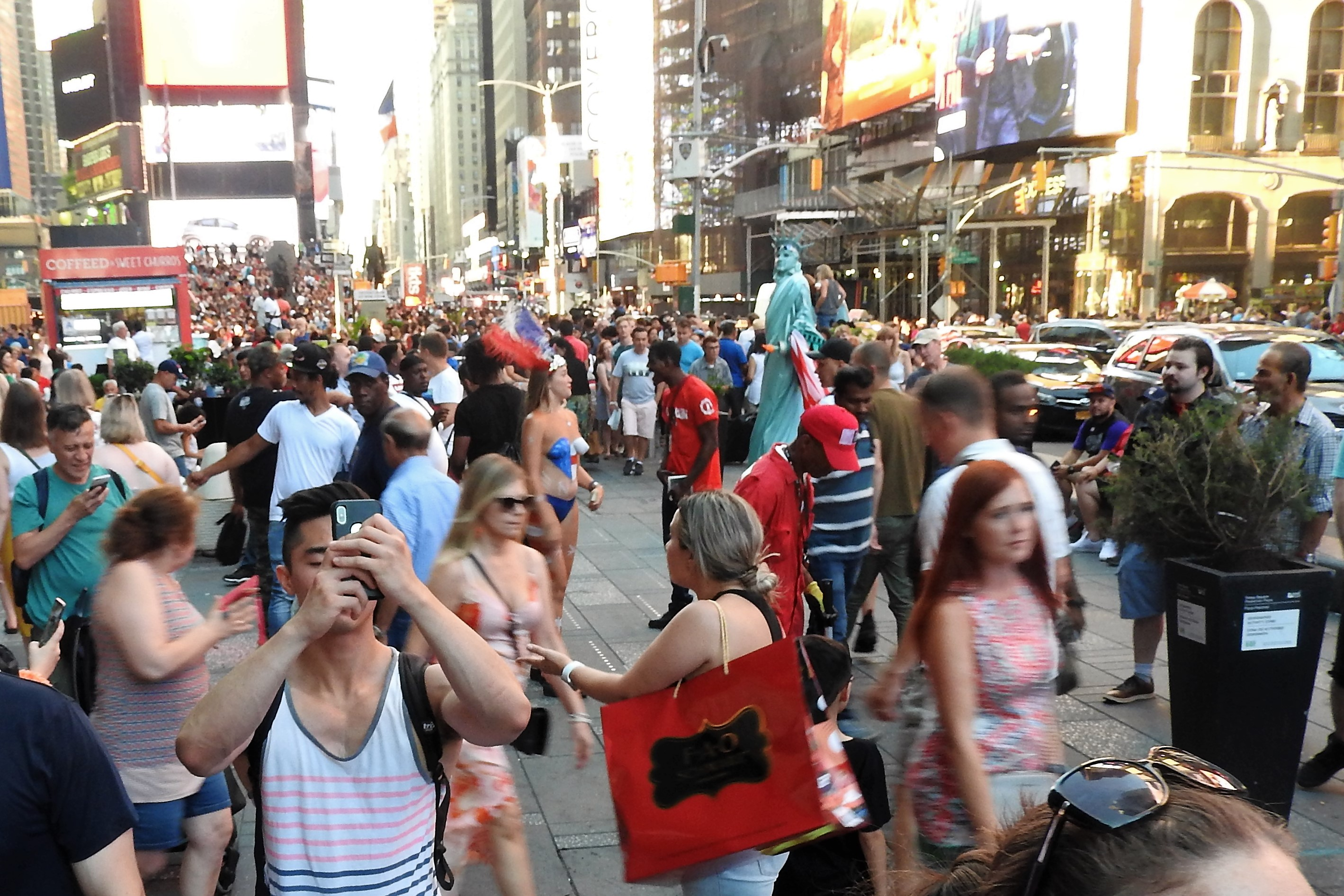
Menschen auf der Straße während des Stromausfalls in der Upper West Side von Manhattan, aufgenommen am 13. Juli 2019, 19:44

Der Stromausfall im Juli 2019 in der Upper West Side von Manhattan war eine Unterbrechung der Versorgung mit elektrischer Energie durch den Energieversorger Consolidated Edison von 19 bis 24 Uhr am 13. Juli 2019 in diesem Stadtteil.
Der Ausfall ereignete sich am Jahrestag des Stromausfalls in New York im Jahr 1977, bei dem etwa 9 Millionen Kunden keinen Strom mehr hatten.

## Auswirkungen
Der Ausfall begann gegen 18.47 Uhr EST und ließ 73.000 Kunden in der Upper West Side etwa drei Stunden lang ohne Strom. Er betraf sechs Stromversorgungssektoren und umfasste ein Gebiet von rund 30 Blöcken in Midtown Manhattan, vom Times Square bis zur 72nd Street und von der Fifth Avenue bis zum Hudson River. Zu den vom Ausfall betroffenen Bereichen gehörten der Times Square und Teile des Rockefeller Centers. Die meisten Theater am Broadway haben ihre Shows für diesen Abend abgesagt.
Die Metropolitan Transportation Authority (MTA) berichtete, dass die gesamte New York City Subway, das U-Bahn-System der Stadt, von dem Ausfall betroffen war. Einige U-Bahn-Komplexe hatten kein Licht und der Betrieb war auf mehreren Linien beeinträchtigt. Auf den Linien 1, 2 und 3 (Westseite) war ein eingeschränkter Betrieb verfügbar, ebenso auf den Linien 4, 5 und 6 (Ostseite) und auf der Linie 7 von Manhattan nach Queens. Die New Yorker U-Bahn riet den Passagieren, Busse zu nehmen, anstatt die U-Bahn zu benutzen.
Der Stromausfall betraf auch ein Jennifer-Lopez-Konzert im Madison Square Garden. Außerdem wurden mehrere Broadway-Shows abgebrochen und spontan im Freien fortgesetzt.

## Ursachen
Consolidated Edison ging von einem mechanischen Defekt als Ursache aus, während die Feuerwehr von einem Transformatorenbrand ausging.

## Wiederherstellung der Stromversorgung
Die Wiederherstellung der Stromversorgung begann gegen 22:00 Uhr und konnte noch am 13. Juli 2019 kurz vor Mitternacht in allen sechs Sektoren vollständig abgeschlossen werden.